# Góis

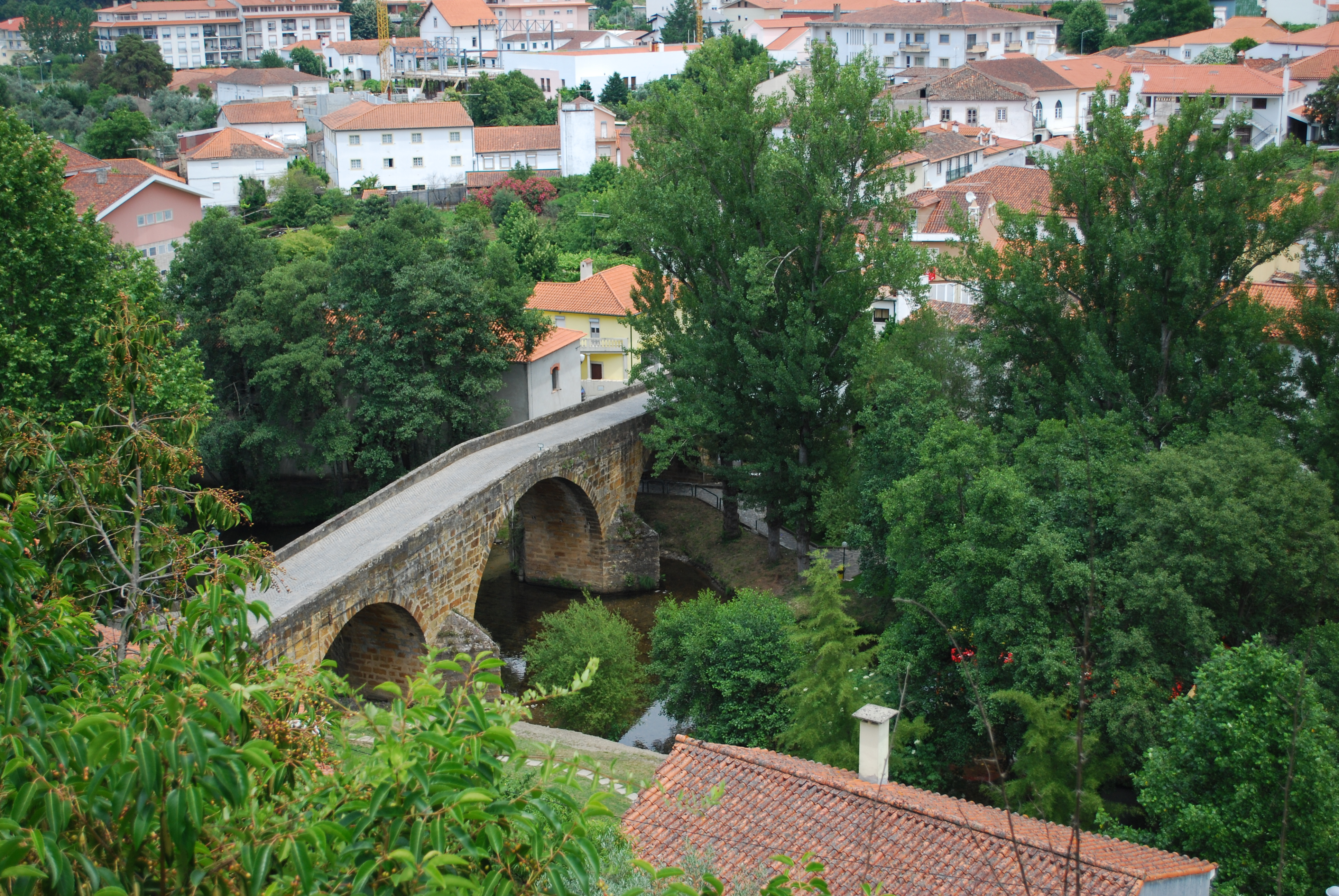
Die Brücke von Góis

Góis ist eine Vila (Kleinstadt) in Portugal. Sie ist Sitz des gleichnamigen Kreises (Concelho) und der gleichnamigen Gemeinde (Freguesia), im Distrikt Coimbra.

## Geografie
Der Ort liegt etwa 45 km östlich der Distrikthauptstadt Coimbra, am Rande der Serra da Lousã, einem Ausläufer des Iberischen Scheidegebirges.

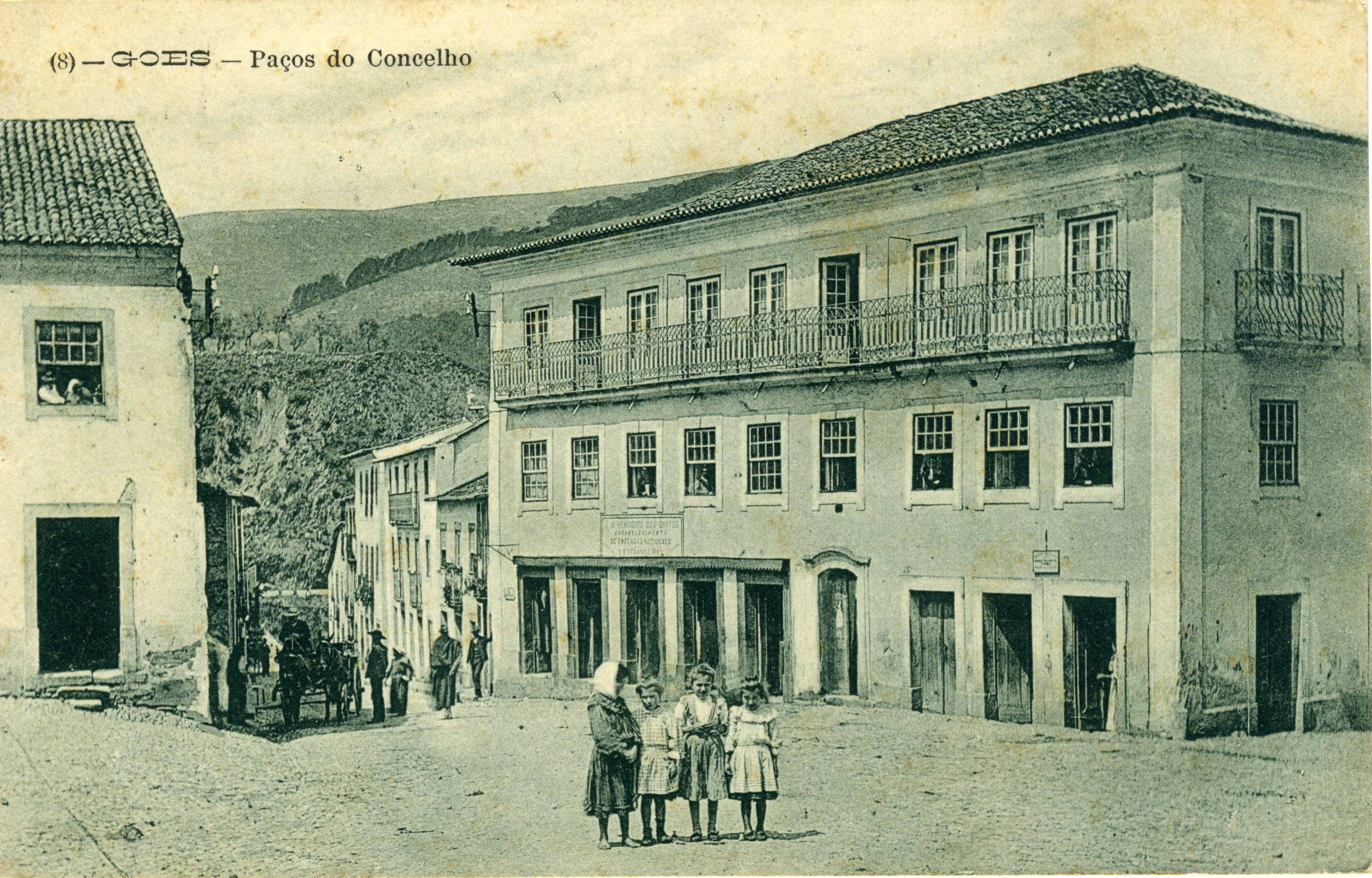
Die Stadtverwaltung von Góis, 1910

## Geschichte
Nachdem der Ort 1113 erstmals offiziell erwähnt wurde, erhielt er 1352 erstmals Stadtrechte (Foral), die 1516 durch König Manuel I. erneuert und erweitert wurden. 1810 erlitt Góis Plünderungen durch französische Truppen der napoleonischen Invasionen.
1912 wurde am Rio Ceira das Wasserkraftwerk Monte Redondo errichtet, um Strom für eine Papierfabrik zu liefern. Góis wurde so zum ersten Kreis im Distrikt Coimbra mit flächendeckender Elektrizitätsversorgung. Mit Beginn der Rüstungsanstrengungen zum Ende der 1930er Jahre, im Vorfeld des Zweiten Weltkriegs, gab das hier geförderte Wolfram dem Ort weiter Auftrieb. Nach Kriegsende kam die Wolframförderung jedoch zum Stillstand. 1950 versorgte die Papierfabrik mit ihrem Wasserkraftwerk den gesamten Kreis Góis.
Nach der Nelkenrevolution 1974 und dem weiter gestiegenen Energieverbrauch übernahm die EDP das lokale Stromnetz von der Papierfabrik, die 1992 ihre Tätigkeit ganz einstellte und dabei auch ihre bis 2002 laufende Stromerzeugungskonzession von Monte Redondo an eine private Betreiberfirma abgab.

## Kultur und Sehenswürdigkeiten

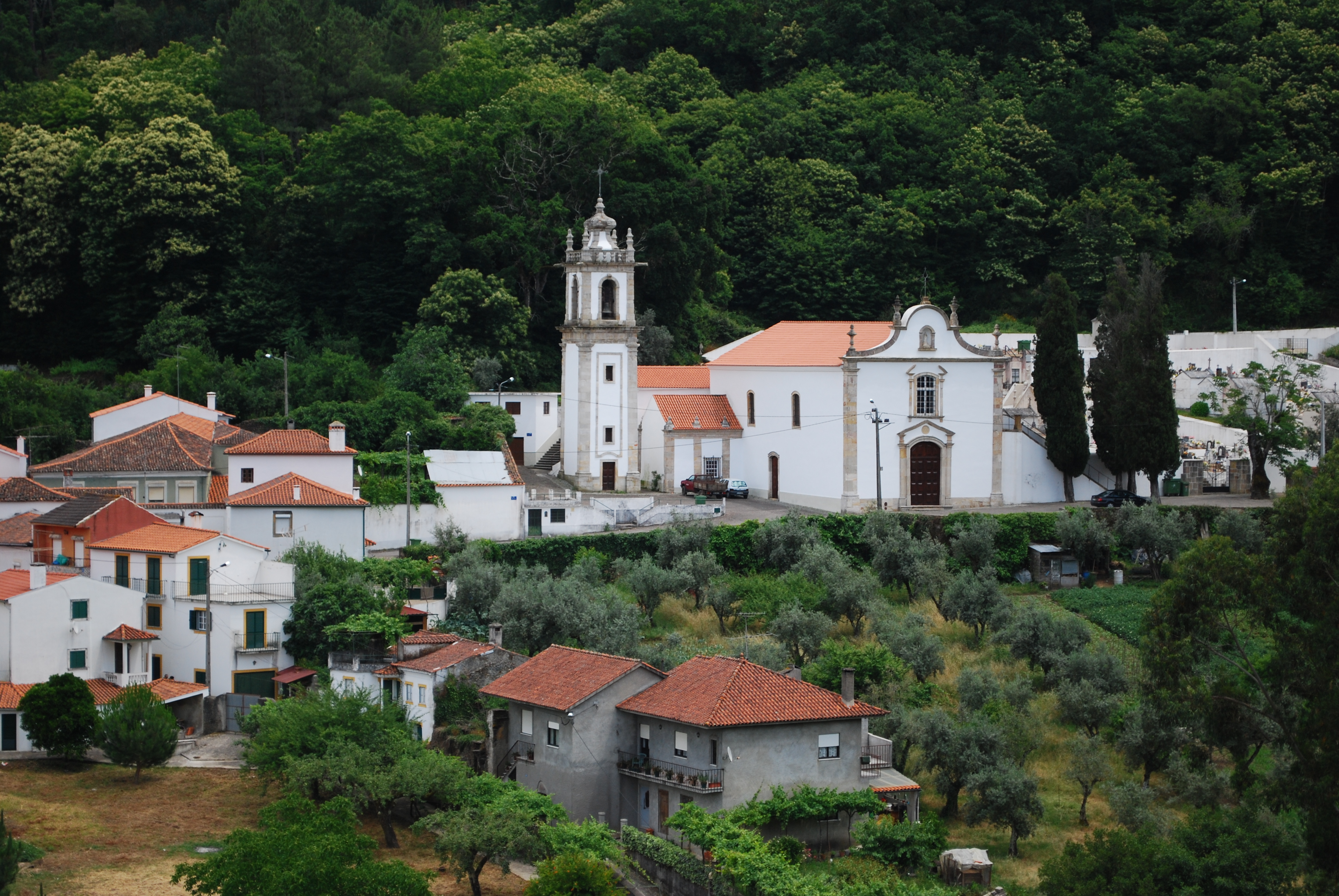
Die Igreja de Santa Maria Maior, oberhalb von Góis

In Góis liegen 32 denkmalgeschützte Bauwerke, darunter eine Reihe Brunnenanlagen, Herrenhäuser, frühere öffentliche Gebäude, und verschiedene Kirchen, etwa die Igreja Paroquial de Góis (Gemeindekirche). Ursprünglich im 15. Jahrhundert errichtet, wurde die offiziell Igreja de Santa Maria Maior (dt.: Kirche der heiligen Maria die Größere) betitelte Kirche mehrmals umgebaut, und trägt heute u. a. gotische und manuelinische Elemente. Außerdem steht auch die oft „romanisch“ oder „römisch“ genannte Renaissance-Brücke aus dem 15. Jahrhundert unter Denkmalschutz, ebenso der historische Ortskern von Góis insgesamt.
Im Gemeindegebiet liegen eine Reihe alter Dörfer in traditioneller Schiefer-Bauweise, darunter vier der 27 historischen Schieferdörfer der Aldeias do Xisto, namentlich Aigra Nova, Aigra Velha, Comareira, und Pena. Verschiedene thematische Wanderwege führen an ihnen entlang, durch die waldreiche, oft nahezu unberührte Natur.

## Verwaltung

### Kreis
Góis ist Sitz eines gleichnamigen Kreises. Die Nachbarkreise sind (im Uhrzeigersinn im Norden beginnend): Arganil, Pampilhosa da Serra, Pedrógão Grande, Castanheira de Pêra, Lousã sowie Vila Nova de Poiares.
Mit der Gebietsreform im September 2013 wurden die Gemeinden (Freguesias) Cadafaz und Colmeal zur neuen Gemeinde União das Freguesias de Cadafaz e Colmeal zusammengefasst. Der Kreis besteht seither aus den folgenden vier Gemeinden:

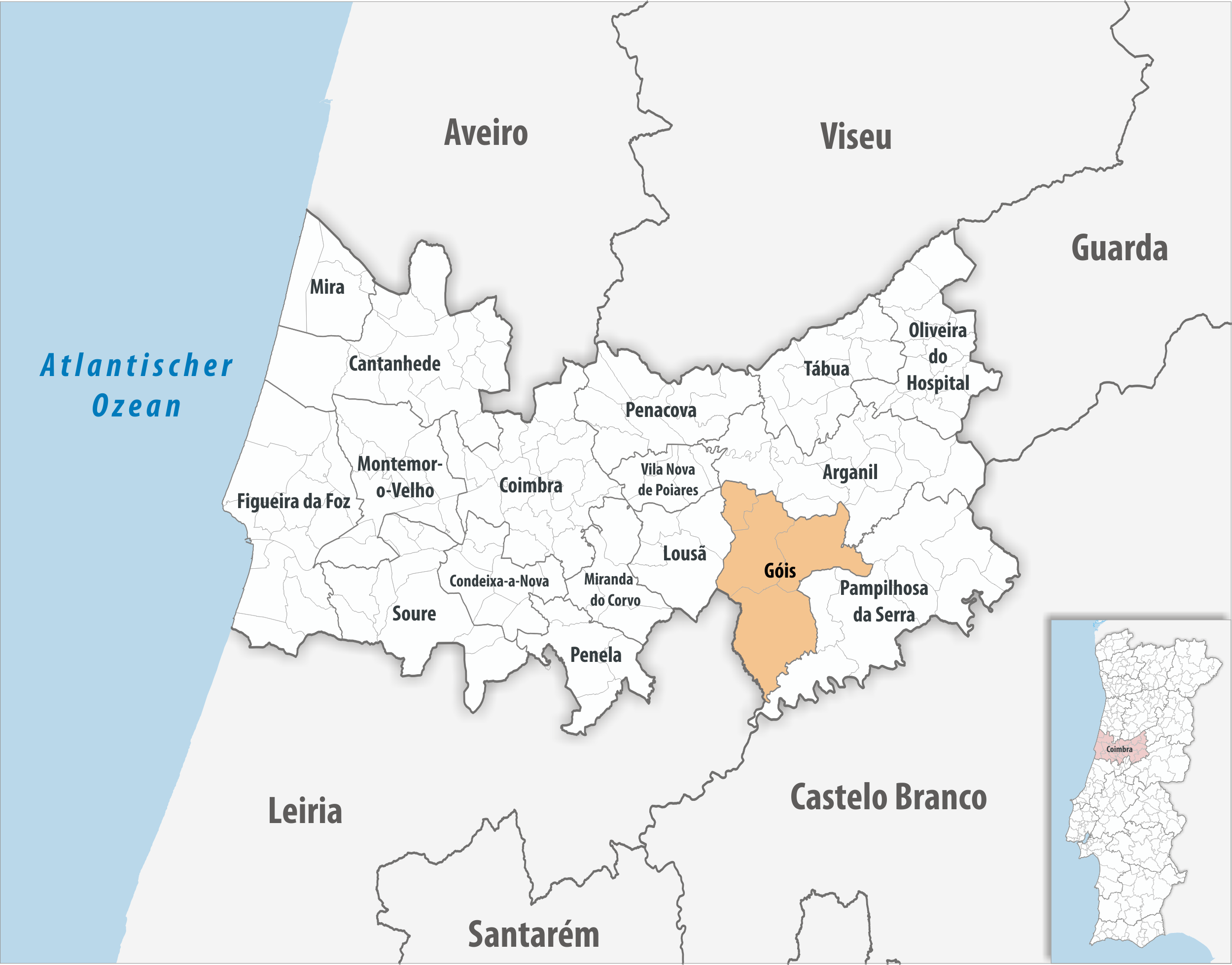
Kreis Góis

| Gemeinde           | Einwohner (2021) | Fläche km² | Dichte Einw./km² | LAU- Code |
| ------------------ | ---------------- | ---------- | ---------------- | --------- |
| Alvares            | 686              | 100,57     | 7                | 060601    |
| Cadafaz e Colmeal  | 320              | 70,16      | 5                | 060606    |
| Góis               | 1.874            | 72,87      | 26               | 060604    |
| Vila Nova do Ceira | 931              | 19,70      | 47               | 060605    |
| Kreis Góis         | 3.811            | 263,30     | 14               | 0606      |

### Bevölkerungsentwicklung
| 1801  | 1849  | 1864   | 1878   | 1890   | 1900   | 1911   | 1920   | 1930   | 1940   | 1950   | 1960 | 1970 | 1981 | 1991 | 2001 | 2011 |
| 4.894 | 6.332 | 10.285 | 10.100 | 10.797 | 11.493 | 12.466 | 12.335 | 12.230 | 12.488 | 11.103 | 9744 | 6955 | 6434 | 5372 | 4861 | 4260 |

### Städtepartnerschaften
Góis unterhält folgende Städtepartnerschaft:
- Spanien: Oroso, Galicien
- Brasilien: São Paulo (seit 2000 in Anbahnung)
- Deutschland: Ravensburg (seit 2000 in Anbahnung)[9]